# Campeonato Mundial Júnior de Patinação Artística no Gelo de 2013
O Campeonato Mundial Júnior de Patinação Artística no Gelo de 2013 foi a trigésima oitava edição do Campeonato Mundial Júnior de Patinação Artística no Gelo, um evento anual de patinação artística no gelo organizado pela União Internacional de Patinação (em inglês:  International Skating Union) onde os patinadores artísticos competem pelo título de campeão mundial júnior. A competição foi disputada entre os dias 25 de fevereiro e 3 de março, na cidade de Milão, Itália.

## Eventos
- Individual masculino
- Individual feminino
- Duplas
- Dança no gelo

## Medalhistas
| Evento                        | Ouro                                            | Prata                                            | Bronze                                             |
| Individual masculino detalhes | Joshua Farris · Estados Unidos                  | Jason Brown · Estados Unidos                     | Shotaro Omori · Estados Unidos                     |
| Individual feminino detalhes  | Elena Radionova · Rússia                        | Julia Lipnitskaia · Rússia                       | Anna Pogorilaya · Rússia                           |
| Duplas detalhes               | Haven Denney · Brandon Frazier · Estados Unidos | Margaret Purdy · Michael Marinaro · Canadá       | Lina Fedorova · Maxim Miroshkin · Rússia           |
| Dança no gelo detalhes        | Alexandra Stepanova · Ivan Bukin · Rússia       | Gabriella Papadakis · Guillaume Cizeron · França | Alexandra Aldridge · Daniel Eaton · Estados Unidos |

## Resultados

### Individual masculino
| Pos.                                                  | Nome                       | Nacionalidade    | Pontos | PC         | PL          |
| ----------------------------------------------------- | -------------------------- | ---------------- | ------ | ---------- | ----------- |
| Medalha de ouro                                       | Joshua Farris              | Estados Unidos   | 228.32 | 75.84 (1)  | 152.48 (2)  |
| Medalha de prata                                      | Jason Brown                | Estados Unidos   | 224.15 | 70.06 (3)  | 154.09 (1)  |
| Medalha de bronze                                     | Shotaro Omori              | Estados Unidos   | 204.34 | 70.82 (2)  | 133.52 (3)  |
| 4                                                     | Jin Boyang                 | China            | 192.58 | 62.82 (6)  | 129.76 (4)  |
| 5                                                     | Michael Christian Martinez | Filipinas        | 191.64 | 67.01 (4)  | 124.63 (7)  |
| 6                                                     | Mikhail Kolyada            | Rússia           | 189.94 | 61.50 (8)  | 128.44 (5)  |
| 7                                                     | Shoma Uno                  | Japão            | 187.08 | 61.66 (7)  | 125.42 (6)  |
| 8                                                     | Alexander Samarin          | Rússia           | 186.96 | 63.07 (5)  | 123.89 (8)  |
| 9                                                     | Zhang He                   | China            | 178.18 | 60.42 (9)  | 117.76 (11) |
| 10                                                    | Ryuju Hino                 | Japão            | 176.85 | 57.71 (12) | 119.14 (10) |
| 11                                                    | Martin Rappe               | Alemanha         | 174.32 | 59.44 (11) | 114.88 (12) |
| 12                                                    | Nam Nguyen                 | Canadá           | 172.58 | 53.43 (16) | 119.15 (9)  |
| 13                                                    | Lee June-hyoung            | Coreia do Sul    | 166.21 | 54.15 (13) | 112.06 (13) |
| 14                                                    | Pavel Ignatenko            | Bielorrússia     | 165.27 | 59.73 (10) | 105.54 (16) |
| 15                                                    | Luiz Manella               | Brasil           | 161.71 | 52.48 (17) | 109.23 (14) |
| 16                                                    | Mitchell Gordon            | Canadá           | 161.61 | 54.04 (15) | 107.57 (15) |
| 17                                                    | Simon Hocquaux             | França           | 152.61 | 54.14 (14) | 98.47 (19)  |
| 18                                                    | Victor Bustamante          | Espanha          | 151.23 | 49.70 (21) | 101.53 (17) |
| 19                                                    | Matthias Versluis          | Finlândia        | 149.66 | 51.01 (19) | 98.65 (18)  |
| 20                                                    | Ivan Pavlov                | Ucrânia          | 148.84 | 51.73 (18) | 97.11 (20)  |
| 21                                                    | Slavik Hayrapetyan         | Armênia          | 143.48 | 48.27 (23) | 95.21 (21)  |
| 22                                                    | Antonio Panfili            | Itália           | 136.96 | 46.02 (24) | 90.94 (22)  |
| 23                                                    | Chih-I Tsao                | Taipé Chinesa    | 132.84 | 48.57 (22) | 84.27 (23)  |
| 24                                                    | David Kranjec              | Austrália        | 130.56 | 50.37 (20) | 80.19 (24)  |
| Não avançaram para a patinação livre / programa longo |                            |                  |        |            |             |
| 25                                                    | Petr Coufal                | República Tcheca | —      | 43.85 (25) |             |
| 26                                                    | Sondre Oddvoll Boe         | Noruega          | —      | 43.77 (26) |             |
| 27                                                    | Kamil Dymowski             | Polônia          | —      | 43.55 (27) |             |
| 28                                                    | Ondrej Spiegl              | Suécia           | —      | 42.66 (28) |             |
| 29                                                    | Jamie Whiteman             | Reino Unido      | —      | 42.48 (29) |             |
| 30                                                    | Kristof Forgo              | Hungria          | —      | 40.96 (30) |             |
| 31                                                    | Iassen Petkov              | Bulgária         | —      | 40.77 (31) |             |
| 32                                                    | Samuel Koppel              | Estônia          | —      | 39.24 (32) |             |
| 33                                                    | Nicola Todeschini          | Suíça            | —      | 39.16 (33) |             |
| 34                                                    | Julian Zhi Jie Yee         | Malásia          | —      | 38.16 (34) |             |
| 35                                                    | Cătălin Dimitrescu         | Romênia          | —      | 37.61 (35) |             |
| 36                                                    | Marco Klepoch              | Eslováquia       | —      | 36.85 (36) |             |
| 37                                                    | Giray Senol                | Turquia          | —      | 36.64 (37) |             |

### Individual feminino
| Pos.                                                  | Nome                          | Nacionalidade    | Pontos | PC         | PL         |
| ----------------------------------------------------- | ----------------------------- | ---------------- | ------ | ---------- | ---------- |
| Medalha de ouro                                       | Elena Radionova               | Rússia           | 169.71 | 53.48 (5)  | 116.23 (1) |
| Medalha de prata                                      | Julia Lipnitskaia             | Rússia           | 165.67 | 53.86 (4)  | 111.81 (2) |
| Medalha de bronze                                     | Anna Pogorilaya               | Rússia           | 160.32 | 53.98 (2)  | 106.34 (3) |
| 4                                                     | Samantha Cesario              | Estados Unidos   | 154.55 | 54.69 (1)  | 99.86 (4)  |
| 5                                                     | Courtney Hicks                | Estados Unidos   | 152.92 | 53.98 (3)  | 98.94 (5)  |
| 6                                                     | Gabrielle Daleman             | Canadá           | 149.39 | 50.70 (8)  | 98.69 (6)  |
| 7                                                     | Satoko Miyahara               | Japão            | 147.42 | 52.16 (6)  | 95.26 (8)  |
| 8                                                     | Alaine Chartrand              | Canadá           | 144.38 | 48.14 (12) | 96.24 (7)  |
| 9                                                     | Rika Hongo                    | Japão            | 142.62 | 52.15 (7)  | 90.47 (10) |
| 10                                                    | Nathalie Weinzierl            | Alemanha         | 139.10 | 49.97 (10) | 89.13 (11) |
| 11                                                    | Yasmin Siraj                  | Estados Unidos   | 139.08 | 47.65 (13) | 91.43 (9)  |
| 12                                                    | Park So-Youn                  | Coreia do Sul    | 135.42 | 47.24 (14) | 88.18 (12) |
| 13                                                    | Laurine Lecavelier            | França           | 131.25 | 50.43 (9)  | 80.82 (15) |
| 14                                                    | Jenni Saarinen                | Finlândia        | 129.81 | 44.95 (19) | 84.86 (13) |
| 15                                                    | Zhao Ziquan                   | China            | 126.11 | 44.50 (20) | 81.61 (14) |
| 16                                                    | Brooklee Han                  | Austrália        | 125.62 | 47.20 (15) | 78.42 (17) |
| 17                                                    | Anna Khnychenkova             | Ucrânia          | 121.62 | 44.96 (18) | 76.66 (18) |
| 18                                                    | Alisson Krystle Perticheto    | Filipinas        | 119.76 | 41.25 (24) | 78.51 (16) |
| 19                                                    | Kim Hae-Jin                   | Coreia do Sul    | 115.22 | 49.26 (11) | 65.96 (21) |
| 20                                                    | Angelina Kuchvalska           | Letônia          | 114.11 | 42.11 (22) | 72.00 (19) |
| 21                                                    | Ivett Toth                    | Hungria          | 113.34 | 46.02 (17) | 67.32 (20) |
| 22                                                    | Guo Xiaowen                   | China            | 107.55 | 46.44 (16) | 61.11 (24) |
| 23                                                    | Sabrina Schulz                | Áustria          | 105.38 | 41.60 (23) | 63.78 (22) |
| 24                                                    | Josefine Taljegard            | Suécia           | 104.37 | 43.09 (21) | 61.28 (23) |
| Não avançaram para a patinação livre / programa longo |                               |                  |        |            |            |
| 25                                                    | Rebecka Emanuelsson           | Suécia           | —      | 39.03 (25) |            |
| 26                                                    | Isadora Williams              | Brasil           | —      | 38.57 (26) |            |
| 27                                                    | Gerli Liinamäe                | Estônia          | —      | 38.10 (27) |            |
| 28                                                    | Patricia Gleščič              | Eslovênia        | —      | 37.71 (28) |            |
| 29                                                    | Sara Casella                  | Itália           | —      | 36.74 (29) |            |
| 30                                                    | Nicole Rajicova               | Eslováquia       | —      | 36.56 (30) |            |
| 31                                                    | Reyna Hamui                   | México           | —      | 36.15 (31) |            |
| 32                                                    | Netta Schreiber               | Israel           | —      | 35.78 (32) |            |
| 33                                                    | Elizaveta Ukolova             | República Tcheca | —      | 35.05 (33) |            |
| 34                                                    | Camilla Gjersem               | Noruega          | —      | 35.05 (34) |            |
| 35                                                    | Pernille Sorensen             | Dinamarca        | —      | 34.17 (35) |            |
| 36                                                    | Agata Kryger                  | Polônia          | —      | 33.65 (36) |            |
| 37                                                    | Isabella Schuster-Velissariou | Grécia           | —      | 33.23 (37) |            |
| 38                                                    | Melisa Sema Atik              | Turquia          | —      | 32.58 (38) |            |
| 39                                                    | Aleksandra Golovkina          | Lituânia         | —      | 32.34 (39) |            |
| 40                                                    | Marta Garcia                  | Espanha          | —      | 32.01 (40) |            |
| 41                                                    | Amani Fancy                   | Reino Unido      | —      | 30.48 (41) |            |
| 42                                                    | Anna Afonkina                 | Bulgária         | —      | 30.04 (42) |            |
| 43                                                    | Kristina Zakharanka           | Bielorrússia     | —      | 29.65 (43) |            |
| 44                                                    | Laure Nicodet                 | Suíça            | —      | 29.10 (44) |            |
| 45                                                    | Kim Bell                      | Países Baixos    | —      | 27.76 (45) |            |

### Duplas
| Pos.              | Nome                                | Nacionalidade  | Pontos | PC         | PL         |
| ----------------- | ----------------------------------- | -------------- | ------ | ---------- | ---------- |
| Medalha de ouro   | Haven Denney / Brandon Frazier      | Estados Unidos | 155.83 | 52.61 (3)  | 103.22 (2) |
| Medalha de prata  | Margaret Purdy / Michael Marinaro   | Canadá         | 154.70 | 53.09 (2)  | 101.61 (3) |
| Medalha de bronze | Lina Fedorova / Maxim Miroshkin     | Rússia         | 154.57 | 49.43 (7)  | 105.14 (1) |
| 4                 | Yu Xiaoyu / Jin Yang                | China          | 151.47 | 54.95 (1)  | 96.52 (5)  |
| 5                 | Evgenia Tarasova / Vladimir Morozov | Rússia         | 148.74 | 52.25 (4)  | 96.49 (6)  |
| 6                 | Brittany Jones / Ian Beharry        | Canadá         | 147.97 | 51.57 (5)  | 96.40 (7)  |
| 7                 | Annabelle Prölß / Ruben Blommaert   | Alemanha       | 147.83 | 49.95 (6)  | 97.88 (4)  |
| 8                 | Kamilla Gainetdinova / Ivan Bich    | Rússia         | 135.61 | 42.87 (10) | 92.74 (8)  |
| 9                 | Jessica Calalang / Zack Sidhu       | Estados Unidos | 133.01 | 45.72 (8)  | 87.29 (9)  |
| 10                | Britney Simpson / Matthew Blackmer  | Estados Unidos | 121.51 | 43.16 (9)  | 78.35 (11) |
| 11                | Hayleigh Bell / Alistair Sylvester  | Canadá         | 120.75 | 40.18 (14) | 80.57 (10) |
| 12                | Li Meiyi / Jiang Bo                 | China          | 116.92 | 41.88 (12) | 75.04 (12) |
| 13                | Giulia Foresti / Leo Luca Sforza    | Itália         | 113.48 | 40.57 (13) | 72.91 (13) |
| 14                | Julia Lavrentieva / Yuri Rudyk      | Ucrânia        | 113.00 | 42.61 (11) | 70.39 (14) |
| 15                | Marcelina Lech / Jakub Tyc          | Polônia        | 103.64 | 36.30 (15) | 67.34 (15) |
| 16                | Rachel Epstein / Dmitry Epstein     | Países Baixos  | 91.31  | 30.90 (16) | 60.41 (16) |

### Dança no gelo
| Pos.                                     | Nome                                     | Nacionalidade    | Pontos | DC         | DL         |
| ---------------------------------------- | ---------------------------------------- | ---------------- | ------ | ---------- | ---------- |
| Medalha de ouro                          | Alexandra Stepanova / Ivan Bukin         | Rússia           | 150.17 | 64.65 (1)  | 85.52 (1)  |
| Medalha de prata                         | Gabriella Papadakis / Guillaume Cizeron  | França           | 143.26 | 61.58 (2)  | 81.68 (3)  |
| Medalha de bronze                        | Alexandra Aldridge / Daniel Eaton        | Estados Unidos   | 139.33 | 56.89 (3)  | 82.44 (2)  |
| 4                                        | Valeria Zenkova / Valerie Sinitsin       | Rússia           | 132.17 | 55.82 (5)  | 76.35 (4)  |
| 5                                        | Mackenzie Bent / Garrett MacKeen         | Canadá           | 128.79 | 55.88 (4)  | 72.91 (7)  |
| 6                                        | Evgenia Kosigina / Nikolai Moroshkin     | Rússia           | 126.19 | 50.64 (9)  | 75.55 (5)  |
| 7                                        | Kaitlin Hawayek / Jean-Luc Baker         | Estados Unidos   | 124.35 | 49.63 (11) | 74.72 (6)  |
| 8                                        | Shari Koch / Christian Nüchtern          | Alemanha         | 121.71 | 50.59 (10) | 71.12 (10) |
| 9                                        | Lorraine McNamara / Quinn Carpenter      | Estados Unidos   | 121.27 | 51.80 (8)  | 69.47 (11) |
| 10                                       | Anna Nagornyuk / Viktor Kovalenko        | Uzbequistão      | 120.07 | 52.19 (7)  | 67.88 (12) |
| 11                                       | Alexandra Nazarova / Maxim Nikitin       | Ucrânia          | 119.15 | 48.03 (12) | 71.12 (9)  |
| 12                                       | Madeline Edwards / Zhao Kai Pang         | Canadá           | 117.65 | 54.92 (6)  | 62.73 (14) |
| 13                                       | Sofia Sforza / Francesco Fioretti        | Itália           | 116.50 | 44.86 (15) | 71.64 (8)  |
| 14                                       | Çağla Demirsal / Berk Akalın             | Turquia          | 114.05 | 47.03 (14) | 67.02 (13) |
| 15                                       | Estelle Elizabeth / Romain Le Gac        | França           | 102.39 | 47.20 (13) | 55.19 (18) |
| 16                                       | Celia Robledo / Luis Fenero              | Espanha          | 102.16 | 43.72 (20) | 58.44 (15) |
| 17                                       | Alessia Busi / Andrea Fabbri             | Itália           | 102.05 | 44.20 (18) | 57.85 (16) |
| 18                                       | Zhang Yiyi / Wu Nan                      | China            | 100.72 | 44.71 (16) | 56.01 (17) |
| 19                                       | Ria Schiffner / Julian Salatzki          | Alemanha         | 97.80  | 44.14 (19) | 53.66 (19) |
| 20                                       | Rebeka Kim / Kirill Minov                | Coreia do Sul    | 96.99  | 44.27 (17) | 52.72 (20) |
| Não avançaram para a dança livre / longa |                                          |                  |        |            |            |
| 21                                       | Viktoria Kavaliova / Yurii Bieliaiev     | Bielorrússia     | —      | 43.51 (21) |            |
| 22                                       | Olivia Smart / Joseph Buckland           | Reino Unido      | —      | 42.77 (22) |            |
| 23                                       | Karolina Prochazkova / Michal Ceska      | República Tcheca | —      | 41.80 (23) |            |
| 24                                       | Sara Aghai / Jussiville Partanen         | Finlândia        | —      | 41.63 (24) |            |
| 25                                       | Lolita Yermak / Alexei Khimich           | Ucrânia          | —      | 41.31 (25) |            |
| 26                                       | Carina Glastris / Nicholas Lettner       | Grécia           | —      | 36.81 (26) |            |
| 27                                       | Nicole Kuzmich / Jordan Hockley          | Eslovênia        | —      | 36.33 (27) |            |
| 28                                       | Olga Jakushina / Aleksandrs Grishins     | Letônia          | —      | 35.92 (28) |            |
| 29                                       | Joanna Zając / Cezary Zawadski           | Polônia          | —      | 34.15 (29) |            |
| 30                                       | Anna Bolshem / Ronald Zilberberg         | Israel           | —      | 32.67 (30) |            |
| 31                                       | Johanna Allik / Paul Michael Bellantuono | Estônia          | —      | 31.95 (31) |            |
| 32                                       | Christine Smith / Simon Eisenbauer       | Áustria          | —      | 31.26 (32) |            |
| 33                                       | Laura Abts / Maarten Buckens             | Bélgica          | —      | 28.26 (33) |            |
| 34                                       | Slavyana Tsenova / Egor Zaytsev          | Bulgária         | —      | 27.68 (34) |            |
| 35                                       | Liliana Kiraly / Szabolcs Nagy           | Hungria          | —      | 26.58 (35) |            |

## Quadro de medalhas
| Ordem | País           | Medalha de ouro | Medalha de prata | Medalha de bronze |    | Ordem por total |
| ----- | -------------- | --------------- | ---------------- | ----------------- | -- | --------------- |
| 1     | Estados Unidos | 2               | 1                | 2                 | 5  | 1               |
| 1     | Rússia         | 2               | 1                | 2                 | 5  | 1               |
| 3     | Canadá         |                 | 1                |                   | 1  | 3               |
| 3     | França         |                 | 1                |                   | 1  | 3               |
| TOTAL | TOTAL          | 4               | 4                | 4                 | 12 | —               |